# Wilmersdorf (Pritzwalk)
Wilmersdorf ist ein Ortsteil der Stadt Pritzwalk im Landkreis Prignitz in Brandenburg.

## Geographie
Der Ort liegt neun Kilometer östlich von Pritzwalk. Die Nachbarorte sind Könkendorf im Norden, Maulbeerwalde im Nordosten, Heiligengrabe im Südosten, Hoheheide im Süden, Bölzke, Kemnitz und Neu Kemnitz im Südwesten, Alt Krüssow im Westen sowie Neu Krüssow im Nordwesten.

## Geschichte
Die erste schriftliche Erwähnung von Wilmersdorf stammt aus dem Jahr 1351. Darin wurde der Ort unter „in villa Wilmerstorp“ verzeichnet.
Bis 1816 gehörte der Ort zum Kreis Pritzwalk in der Provinz Prignitz; ein Teil der Kurmark der Mark Brandenburg und kam anschließend zum Kreis Ostprignitz. Ab 1952 gehörte Wilmersdorf zum Kreis Pritzwalk im Bezirk Potsdam. Seit dem 6. Dezember 1993 ist der Ort ein Teil des heutigen Landkreises Prignitz.
Einwohnerentwicklung
| Jahr          | 1734 | 1772 | 1791 | 1801 | 1817 | 1837 | 1858 | 1871 | 1895 | 1925 | 1939 | 1946 | 1964 | 1971 | 1981 | 1991 |
| Einwohnerzahl | 98   | 99   | 108  | 112  | 116  | 182  | 262  | 280  | 263  | 346  | 231  | 401  | 579  | 495  | 367  | 366  |

## Bauwerke
Die Liste der Baudenkmale in Pritzwalk enthält einen Eintrag zum Ort. Dabei handelt es sich um die 1813 erbaute evangelische Dorfkirche Wilmersdorf.